# Обучение путём открытия
Обучение путём открытия  — обучение путём постановки вопросов, проблем или сценариев. Метод противопоставляется традиционному дидактическому обучению, где информация представляется напрямую, или имеется стандартизованная методика приобретения знаний. Процесс познания контролирует наставник или учитель как посредник. Учащиеся должны выявлять и исследовать проблемы и вопросы, чтобы расширить свои знания или найти решения. Обучение путём открытия включает в себя проблемное обучение, и, как правило, опирается на исследования и малые проекты, а также научные исследования. Обучение путём открытия очень тесно связано с развитием и практикой критического мышления.

## История
Обучение путём открытия — педагогический подход, разработанный в 1960-х годах как ответ на традиционные формы обучения, в которых требовалось запоминания информации из учебных материалов. Философия «обучения через открытие» происходит из конструктивистских теорий обучения, таких, как работы Пиаже, Дьюи, Выготского и Паулу Фрейре. Накопление информации и предоставление значений  на основе своего личного или социального опыта называется «конструктивизм». Педагогика обучения через опыт, которую продвигал Дьюи, подразумевает активное переживание учащимися своего учебного опыта, чтобы тот обрёл для них смысл. Обучение через открытия можно рассматривать как практическое обучение, поскольку оно подразумевает взаимодействие с содержанием/материалом во время исследования, а также сотрудничество между учениками в ходе изучения, чтобы вместе добраться до смысла.
В 1960-х годах Джозеф Шваб предложил разделить обучение путём открытия на четыре специальных уровня. Позднее его подход формализовал Маршалл Херон в 1971 году, предложив шкалу Херона (шкалу оценки количества обучения через открытия). Существует целый спектр методов обучения, основанных на обучении через открытия.

## Особенности
Когнитивные процессы, в которых люди участвуют во время обучения через открытия включают в себя следующие:
- Постановка собственных вопросов
- Сбор фактов, которые помогают ответить на вопрос(ы)
- Разъяснение собранных фактов
- Связывание объяснений со знаниями, к которым они пришли в ходе исследовательского процесса
- Создание аргументов и обоснований того, почему объяснение валидно

Обучение через открытие включает в себя постановку вопросов, умение замечать детали, проверку того, какая информация уже усвоена, разработку методов проведения экспериментов, разработку инструментов для сбора данных, сбора, анализа и интерпретации данных, указание возможных объяснений, предсказания для будущих исследований.